# Lumen (groupe)
Pour les articles homonymes, voir Lumen.
Lumen est un groupe de rock russe, originaire d'Oufa, fédération de Russie.
Leur style musical se caractérise par des paroles engagées et des sujets variés. La chanson Не спеши (Ne Spechi) (« Ne vous précipitez pas ») - par exemple, parle de violence extrême et de la folie dans le monde. Le groupe compte six albums avec 480 000 ventes en Russie[réf. nécessaire].

## Biographie

### Débuts (1998–2003)
Lumen (en russe : люмен, Lioumen) est formé en 1998, et est notamment inspiré par les groupes de musique Nirvana, Sex Pistols, et Rage Against the Machine.[réf. nécessaire] Le 12 février 1998 est la date anniversaire du groupe, date à laquelle ils ont joué pour la première fois sous le nom de Lumen. Auparavant, ils se nommaient Безымянные мучители гитар (« Les tortionnaires de guitares sans nom »). En 1998, le groupe se donne un slogan : « Человек человеку » (« L'Homme est la lumière de l'Homme »).
En 2001, Lumen joue au Navigator Club dans sa ville natale. La performance est enregistrée pour leur premier DVD live, intitulé Live in Navigator Club, publié l'année suivante. La majeure partie de 2002 s'effectue en studio pour un premier album. L'une des chansons, Sid and Nancy, est publiée comme radio single. Il atteint les classements des chansons les plus jouées sur la Nashe Radio pendant près de deux mois. En 2003, le groupe publie son premier album, Без консервантов qui comprend quinze chansons, dont le single Sid and Nancy. La chanson Urmanga est chantée en bashkir.

### DeTri PoutiàMir(2004–2009)

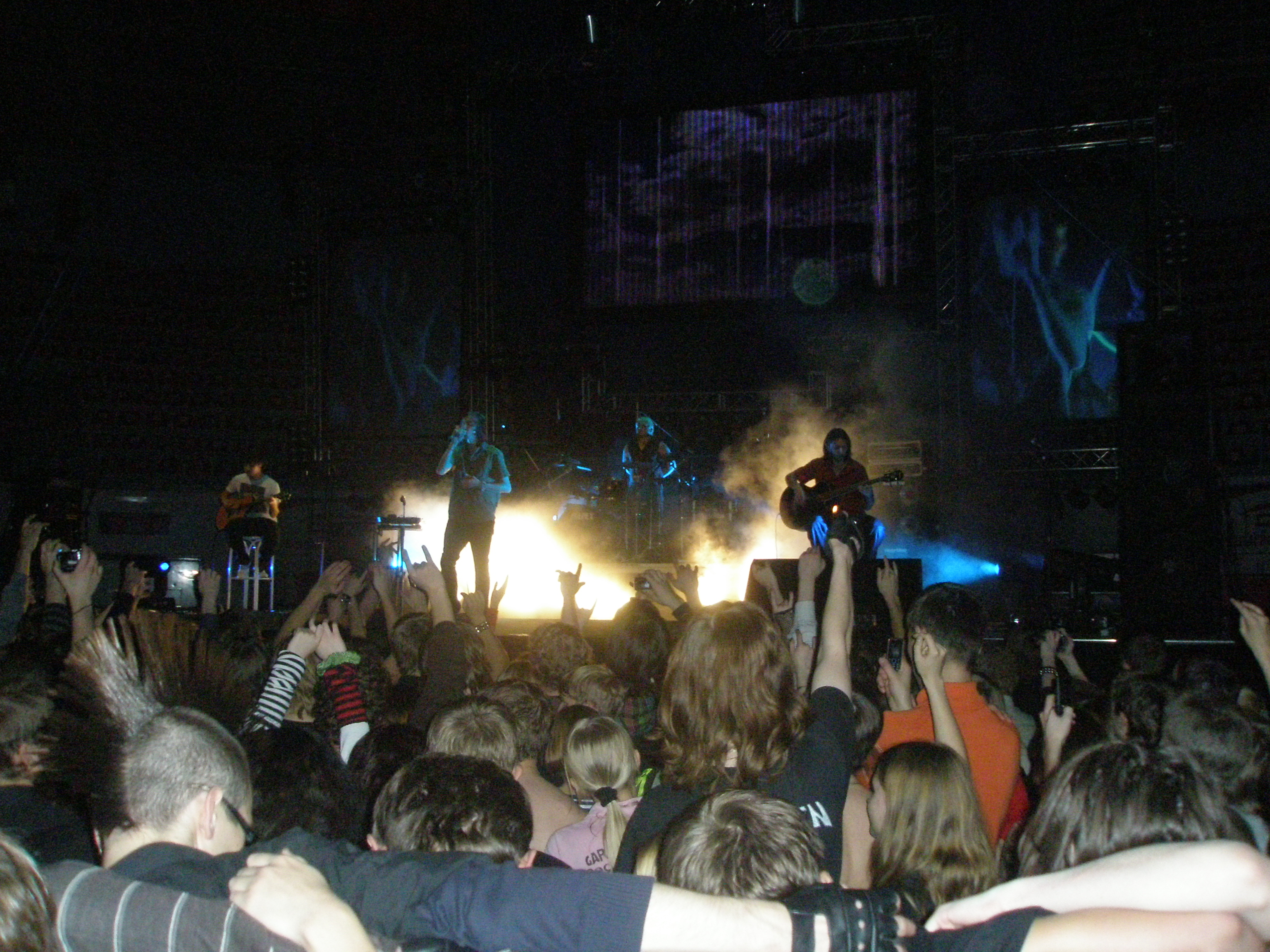
Lumen en concert à Ekaterinbourg, le 31 octobre 2008.

En 2004, le groupe collabore avec Vadim Bazeev – par la suite réalisateur et producteur du groupe. Ils publient aussi leur deuxième album studio, Три пути. Au début de 2005, le groupe publie son deuxième album live, Одной крови. Il comprend deux nouvelles chansons ; Не спеши et Благовещенск (02). En octobre 2005, Lumen publie son troisième album studio, Свобода. À cette période, le style musical du groupe devient plus agressif et parle de thèmes socialement engagés. La chanson Не спеши (Ne Spechi), par exemple, parle de violence extrême et de la folie dans le monde.
En dix ans, étape par étape, Lumen devient un groupe de rock alternatif populaire. En octobre 2007, le groupe remporte deux prix aux Russian Alternative Music Prize (RAMP Awards) dans les catégories « meilleur groupe en 2007 » et « meilleur album en 2007 ». En octobre 2008, Lumen remporte le prix de « groupe de l'année » au Russian Alternative Music Prize.
En 2009 le groupe sort son album Мир (Mir), et entame une tournée en soutien à l'album.

### Na Chasti (Chast'1)et autres (depuis 2010)

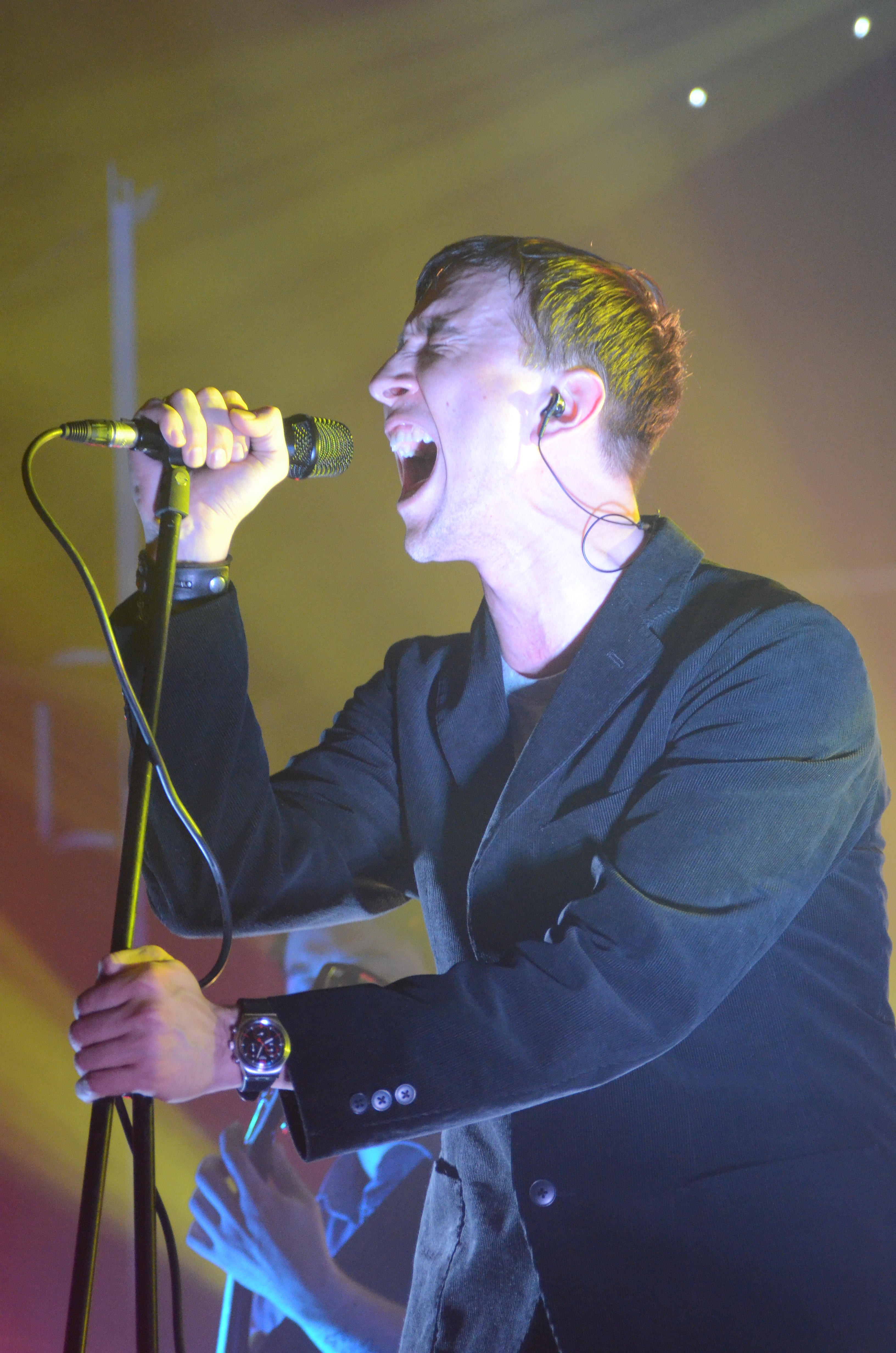
Lumen en concert en 2013.

En février 2010, le groupe effectue le tournage du clip pour la chanson Labyrinthe. La vidéo est diffusée le 28 mars sur la chaîne de télévision A1. En mai 2010, le groupe termine sa tournée Mir, qui a commencé en mai 2009. Ils jouent notamment les 21 et 22 mai à Moscou et le 23 mai à Saint-Pétersbourg. Du 27 au 29 août, le groupe participe au festival TornadO, dans la région de Tcheliabinsk. À la fin de 2010, le groupe effectue une tournée mondiale Labyrinthe pendant laquelle ils enregistrent une performance pour la sortie d'un nouvel album live.
En 2013 sort leur nouvel album, Нет времени для любви. En août 2014, le groupe annule sa participation à un festival en Ukraine, pro-Régiment Azov. D'après Lumen, l'armée ukrainienne s'implique dans le néo-nazisme et engageait des expéditions punitives au Donbass.
En 2016, le groupe publie son nouvel album, Хроника бешеных дней, qui comprend 12 chansons.

## Membres

### Membres actuels
- Roustem « Tam » Boulatov - chant, samples
- Igor « Garik » Mamaïev - guitare, chœurs
- Yevgeni « Bumblebee » Trichine - basse, guitare, claviers
- Denis « Dan » Chakhanov - batterie

### Ancien membre
- Yevgeni « John » Ognev – basse (2007)

## Discographie

### Albums studio
- 2003 : Без консервантов (Bez Konsiérvantov)
- 2004 : Три пути (Tri Pouti)
- 2005 : Свобода (Svoboda)
- 2007 : Правда? (Pravda?)
- 2009 : Мир (Mir)
- 2012 : На Части (часть 1) (Na Chasti (Chast'1))
- 2013 : Нет времени для любви
- 2016 : Хроника бешеных дней

### Albums live
- 2002 : Live in Navigator Club
- 2005 : Одной крови (Odnoï Krovi)
- 2006 : Дыши (Dyshi)
- 2007 : Буря (Bourya)
- 2011 : Лабиринт (Labirint)

### Singles
- 2002 : Пассатижи (Passatizhi)
- 2008 : TV No More